# Grand Larousse universel
Le Grand Larousse universel en quinze volumes est un dictionnaire encyclopédique en français, édité par Larousse, d'abord publié sous le nom de Grand Dictionnaire encyclopédique Larousse (GDEL) en 10 et 15 volumes entre 1982 et 1985.
Comme son prédécesseur, le Grand Larousse encyclopédique, il s'agit à la fois d'un dictionnaire, axé sur l'étude et la présentation des mots de la langue française, et d'une encyclopédie, tournée vers la revue des différentes branches du savoir.

## Historique
Le Grand Larousse encyclopédique est entièrement refondu à la fin des années 1970.
Complété, actualisé et mis à jour, le nouveau dictionnaire encyclopédique, qui paraît sous le nom de Grand Dictionnaire encyclopédique Larousse (GDEL) en 10 et 15 volumes, contient 191 147 articles, environ 100 000 noms communs, 80 000 noms propres et 25 000 illustrations. Dès 1982, la version en 15 volumes contient des dépliants thématiques appelés « triptyques » (3 feuilles).
L'édition revue et corrigée de 1986 et publiée en janvier 1987 est renommée Grand Larousse universel (GLU), elle est découpée en 15 volumes uniquement. Au passage, les « triptyques » sont supprimés ainsi que dans toutes les éditions qui suivront. Par la suite, le GLU fait l'objet de quelques rééditions/réimpressions jusqu'en 1997 avec une partie « Actualia » à la fin faisant office de supplément (articles ou entrées de mots nouveaux, compléments « articles » du GLU, etc.).
Au début des années 1990, les souscripteurs du Grand Larousse universel peuvent acquérir un volume d'actualisation nommé Supplément.
De 1993 à 1998 est publié le Grand Larousse annuel sous-titré Le Livre de l'année, volume encyclopédique qui recense dans toutes les disciplines les faits marquants de l'année précédente. À partir de 1999, le format et le contenu changent de nouveau : tout en gardant la présentation d'un volume du GLU, Le Livre de l'année devient une édition dérivée du Journal de l'année publié depuis 1967. La publication du supplément d'actualisation annuel cesse en 2004.